# 진주탑
《진주탑》(眞珠塔)은 김내성(1909~1957)이 쓴 대한민국의 소설이다. 알렉상드르 뒤마의 《몬테크리스토 백작》을 3·1 운동 전후의 일제강점기 조선이라는 배경으로 옮긴 번안소설이다. 
본 작품은 1946년 라디오 연속극으로 방영한 것이 시초이며, 그 인기에 힘입어 이듬해인 1947년 백조사(白鳥社)에서 〈보은편〉(報恩篇)과 〈복수편〉(復讐篇) 총 2권의 소설로 출간되었다. 이후 국도극장에서 유리촌 연출 하에 악극으로 공연되기도 하였다.

## 파생 작품
- 진주탑 (1960년 영화)
- 암굴왕 (1968년 영화)
- 똘똘이의 모험 (1968년)
- 진주탑 (드라마) (1987년)

## 참고 문헌
1. ↑  박진영 (2015년 10월 8일). “탐정 이야기꾼 유불란(劉不亂) 선생 실종 사건”. 교보생명. 2025년 7월 12일에 확인함.
2. ↑  김내성 (2009년 1월 15일).  박진영, 편집. 《진주탑》. 현대문학.